# Lista de finais masculinas juvenis em simples do US Open
Esta é a lista de finais masculinas juvenis em simples do US Open.

## Por ano
| Ano                                                                 | Campeão               | Vice-campeão          | Resultado           |
| ------------------------------------------------------------------- | --------------------- | --------------------- | ------------------- |
| 2024                                                                | Rafael Jódar          | Nicolai Budkov Kjær   | 2–6, 6–2, 7–6(10–1) |
| 2023                                                                | João Fonseca          | Learner Tien          | 4–6, 6–4, 6–3       |
| 2022                                                                | Martín Landaluce      | Gilles-Arnaud Bailly  | 7–63, 5–7, 6–2      |
| 2021                                                                | Daniel Rincón         | Shang Juncheng        | 6–2, 7–66           |
| Torneio juvenil não realizado em 2020 devido à pandemia de COVID-19 |                       |                       |                     |
| 2019                                                                | Jonáš Forejtek        | Emilio Nava           | 46–7, 6–0, 6–2      |
| 2018                                                                | Thiago Seyboth Wild   | Lorenzo Musetti       | 6–1, 2–6, 6–2       |
| 2017                                                                | Wu Yibing             | Axel Geller           | 6–4, 6–4            |
| 2016                                                                | Félix Auger-Aliassime | Miomir Kecmanović     | 6–3, 6–0            |
| 2015                                                                | Taylor Harry Fritz    | Tommy Paul            | 6–2, 46–7, 6–2      |
| 2014                                                                | Omar Jasika           | Quentin Halys         | 2–6, 7–5, 6–1       |
| 2013                                                                | Borna Ćorić           | Thanasi Kokkinakis    | 3–6, 6–3, 6–1       |
| 2012                                                                | Filip Peliwo          | Liam Broady           | 6–2, 2–6, 7–5       |
| 2011                                                                | Oliver Golding        | Jiří Veselý           | 5–7, 6–3, 6–4       |
| 2010                                                                | Jack Sock             | Denis Kudla           | 3–6, 6–2, 6–2       |
| 2009                                                                | Bernard Tomic         | Chase Buchanan        | 6–1, 6–3            |
| 2008                                                                | Grigor Dimitrov       | Devin Britton         | 6–4, 6–3            |
| 2007                                                                | Ričardas Berankis     | Jerzy Janowicz        | 6–3, 6–4            |
| 2006                                                                | Dušan Lojda           | Peter Polansky        | 7–64 6–3            |
| 2005                                                                | Ryan Sweeting         | Jérémy Chardy         | 6–4, 6–4            |
| 2004                                                                | Andy Murray           | Sergiy Stakhovsky     | 6–4, 6–2            |
| 2003                                                                | Jo-Wilfried Tsonga    | Marcos Baghdatis      | 7–6, 6–3            |
| 2002                                                                | Richard Gasquet       | Marcos Baghdatis      | 7–5, 6–2            |
| 2001                                                                | Gilles Müller         | Yeu-Tzuoo Wang        | 7–65, 6–2           |
| 2000                                                                | Andy Roddick          | Robby Ginepri         | 6–1, 6–3            |
| 1999                                                                | Jarkko Nieminen       | Kristian Pless        | 6–7, 6–3, 6–4       |
| 1998                                                                | David Nalbandian      | Roger Federer         | 6–3, 7–5            |
| 1997                                                                | Arnaud Di Pasquale    | Wesley Whitehouse     | 6–7, 6–4, 6–1       |
| 1996                                                                | Daniel Elsner         | Markus Hipfl          | 6–3, 6–2            |
| 1995                                                                | Nicolas Kiefer        | Ulrich Jasper Seetzen | 6–3, 6–4            |
| 1994                                                                | Sjeng Schalken        | Mehdi Tahiri          | 6–2, 7–6            |
| 1993                                                                | Marcelo Ríos          | Steven Downs          | 7–6, 6–3            |
| 1992                                                                | Brian Dunn            | Noam Behr             | 7–5, 6–2            |
| 1991                                                                | Leander Paes          | Karim Alami           | 6–4, 6–4            |
| 1990                                                                | Andrea Gaudenzi       | Mikael Tillström      | 6–2, 4–6, 7–6       |
| 1989                                                                | Jonathan Stark        | Nicklas Kulti         | 6–4, 6–1            |
| 1988                                                                | Nicolás Pereira       | Nicklas Kulti         | 6–1, 6–2            |
| 1987                                                                | David Wheaton         | Andrei Cherkasov      | 7–6, 6–0            |
| 1986                                                                | Javier Sánchez        | Franco Davín          | 6–2, 6–2            |
| 1985                                                                | Tim Trigueiro         | Joey Blake            | 6–2, 6–3            |
| 1984                                                                | Mark Kratzmann        | Boris Becker          | 6–3, 7–6            |
| 1983                                                                | Stefan Edberg         | Simon Youl            | 6–2, 6–4            |
| 1982                                                                | Pat Cash              | Guy Forget            | 6–3, 6–3            |
| 1981                                                                | Thomas Hogstedt       | Hans Schwaier         | 7–5, 6–3            |
| 1980                                                                | Mike Falberg          | Eric Wilborts         | 6–7, 6–3, 6–3       |
| 1979                                                                | Scott Davis           | Jan Gunnarson         | 6–3, 6–1            |
| 1978                                                                | Per Hjertquist        | Stefan Simonsson      | 7–6, 1–6, 7–6       |
| 1977                                                                | Van Winitsky          | Eliot Telscher        | 6–4, 6–4            |
| 1976                                                                | Ricardo Ycaza         | José Luis Clerc       | 6–4, 5–7, 6–0       |
| 1975                                                                | Howard Schoenfield    | Chris Lewis           | 6–4, 6–2            |
| 1974                                                                | Billy Martin          | Ferdi Taygan          | 6–4, 6–2            |
| 1973                                                                | Billy Martin          | Colin Dowdeswell      | 4–6, 6–3, 6–3       |